# 28a cerimònia dels Lumières
La 28a cerimònia dels Lumières de la Premsa Internacional, va tenir lloc el 16 de gener de 2023 al Forum des images, presentada per Olivia Salazar-Winspear i Eve Jackson. Les nominacions es van anunciar el 15 de desembre de 2022. La nit del 12 va liderar les nominacions amb sis.

## Guanyadors i nominats
Les candidatures es van anunciar el 15 de desembre de 2022. Els guanyadors s'indiquen en negreta.
| Millor pel·lícula - La nit del 12 de Dominik Moll - Les Enfants des autres de Rebecca Zlotowski - Pacifiction d'Albert Serra - Memòries de París d'Alice Winocour - Saint Omer d'Alice Diop | Millor director - Albert Serra per Pacifiction - Dominik Moll per La nit del 12 - Valeria Bruni-Tedeschi per Les Amandiers - Gaspar Noé per Vortex - Rebecca Zlotowski per Les Enfants des autres                                                                             |
| Millor actor - Benoît Magimel per Pacifiction - Bastien Bouillon per La nit del 12 - Louis Garrel per L'Innocent - Vincent Macaigne per Crònica d'un amor efímer - Denis Ménochet per As bestas | Millor actriu - Virginie Efira per Les Enfants des autres - Juliette Binoche per En un moll de Normandia - Laure Calamy per A temps complet - Françoise Lebrun per Vortex - Noémie Merlant per L'Innocent                                                                     |
| Millor actor revelació - Dimitri Doré per Bruno Reidal - Adam Bessa per Harka - Stefan Crepon per Peter von Kant - Paul Kircher per Dialogant amb la vida - Aliocha Reinert per Petite nature | Millor actriu revelació - Nadia Tereszkiewicz per Les Amandiers - Marion Barbeau per En corps - Hélène Lambert per En un moll de Normandia - Guslagie Malanda per Saint Omer - Rebecca Marder per Une jeune fille qui va bien                                                 |
| Millor coproducció internacional - As bestas de Rodrigo Sorogoyen - Boy from Heaven de Tarik Saleh - Flugt de Jonas Poher Rasmussen - R.M.N. de Cristian Mungiu - Generació Low Cost d'Emmanuel Marre i Julie Lecoustre | Millor guió - Dominik Moll i Gilles Marchand per La nit del 12 - Alice Diop, Marie NDiaye, Amrita David per Saint Omer - Louis Garrel, Tanguy Viel, Naïla Guiguet per L'Innocent - Christophe Honoré per Dialogant amb la vida - Rebecca Zlotowski per Les Enfants des autres |
| Millor primera pel·lícula - Le Sixième Enfant de Léopold Legrand - Bruno Reidal de Vincent Le Port - Harka de Lotfy Nathan - Les Pires de Lise Akoka et Romane Gueret - Tout le monde aime Jeanne de Céline Devaux | Millor fotografia - Artur Tort per Pacifiction - Sébastien Buchmann per Els passatgers de la nit - Benoît Debie per Vortex - Patrick Ghiringhelli per La nit del 12 - Claire Mathon per Saint Omer                                                                            |
| Millor música - Benjamin Biolay per Et j'aime à la fureur - Irène Drésel per A temps complet - Grégoire Hetzel per L'Innocent - Olivier Marguerit per La nit del 12 - Marc Verdaguer per Pacifiction | Millor documental - Nous d'Alice Diop - Les années super 8 d'Annie Ernaux i David Ernaux-Briot - La Combattante de Camille Ponsin - H6 de Ye Ye - Retorn a Reims de Jean-Gabriel Périot                                                                                       |
| Millor pel·lícula d'animació - El petit Nicolàs d'Amandine Fredon i Benjamin Massoubre - El viatge d'Ernest i Célestine de Julien Chheng i Jean-Christophe Roger - Le Pharaon, le Sauvage et la Princesse de Michel Ocelot - Les Secrets de mon père de Véra Belmont - Les voisins de mes voisins sont mes voisins de Anne-Laure Daffis i Léo Marchand | Premi Lumière d’honor - No atorgat |